# Koto Mesjid
Koto Mesjid is een bestuurslaag in het regentschap Kampar van de provincie Riau, Indonesië. Koto Mesjid telt 1855 inwoners (volkstelling 2010).